# John Babcock
John Babcock (Holleford, 23 luglio 1900 – Spokane, 18 febbraio 2010) è stato un militare canadese, ultimo superstite canadese della prima guerra mondiale al momento della sua morte.
Si arruolò nell'estate del 1916 nel corpo di spedizione canadese.
Inviato in Inghilterra entrò nel "Battaglione dei Giovani Soldati", un battaglione di 1.300 persone di cui 1/3 impegnato in battaglia.
Babcock ebbe un ruolo determinante nell'incoraggiamento delle truppe e nella preparazione al combattimento, ma non scese mai sul campo di battaglia.
Visse poi a Spokane, nello stato di Washington. Morì all'età di 109 anni il 18 febbraio 2010.